# رنگدانه واکنش‌پذیر
رنگدانه واکنش پذیر یا رنگینه‌های واکنش پذیر به گروهی از رنگدانه‌ها گفته می‌شود که گروه‌های عامل گوناگون دارند و به طور مستقیم با الیاف وارد واکنش می‌شوند.

## گروه عامل
پیوند کربن-کربن دارای ویژگی غیرعادی مخصوص به خود است. اگر چه اتم‌های دیگر نیز می‌توانند این ویژگی را داشته باشند ولی کاربرد پیوند کربن-کربن بسیار وسیع است. به دلیل این خاصیت منحصربه‌فرد بیشتر از سه میلیون ترکیبات مختلف حاوی کربن به نام ترکیبات آلی در کتب شیمی گزارش شده‌اند. در نتیجه جمع‌آوری دانشی کامل از خواص همه این ترکیبات عملاً بسیار سخت است. پیچیدگی ترکیبات آلی را می‌توان تا حدودی از طریق جمع‌آوری اطلاعات به دست آمده از گروه‌های طبیعی این ترکیبات با خواص شیمیایی مشابه تقلیل داد. این گروه بندی‌ها توسط اتم یا گروهی از اتم‌ها که قسمتی از مولکول آلی را تشکیل می‌دهند شناسایی می‌شوند. عموماً این اتم یا گره اتم را گروه عامل می‌نامند. پس می‌توان گروه عاملی را به صورت کامل تری تعریف کرد: به هر یک از ویژگی‌های ساختاری که مشخص کننده یک طبقه خاص از ترکیبات آلی باشند گروه عاملی می‌گویند. هر گروه عامل نسبت به بقیه مولکول‌های آلی دارای خواص شیمیایی جداگانه یافت می‌شوند.

## واکنش پذیری
واکنش پذیری شیمیایی موجب می‌شود برخی رنگدانه‌ها برای اهداف مورد نظر مناسب نباشد. مثلاً اکسید روی آمفوتر است و نباید با رزین‌های دارای مقدار زیادی گروه‌های اسیدی به عنوان یک رنگدانه سفید استفاده شود. از آنجا که روی دو ظرفیتی است تمایل به ایجاد پیوند عرضی با رزین دارد که منجر به افزایش گرانروی به هنگام انبار کردن می‌شود. در این حالت گفته می‌شود رنگ لخته‌ای شده و غیرقابل استفاده شده است. به عبارت دیگر، بعضی رنگدانه‌ها ویژه به شما می‌آیند، زیرا واکنش پذیرند. بهترین مثال از این نوع رنگدانه‌های ضد خوردگی هستند.

## کاربرد
پارچه‌های رنگرزی شده با رنگینه‌های واکنش پذیر دو عاملی نسبت به رنگینه‌های تک عاملی در فرایند شستشویی خانگی و صنعتی ثبات شستشویی بیشتری دارند؛ ولی، هنوز مشکل تغییر رنگ و لکه گذاری روی پارچه در فرایند شستشوی خانگی وجود دارد. وجود سفید کننده پروکسیدی همراه با شوینده، با شکستن پیوند لیف - رنگینه، موجب تغییر رنگ پارچه‌های رنگی و لکه گذاری روی پارچه‌های همراه می‌شود. بدین منظور استفاده از موادی که قابلیت جلوگیری از خروج رنگینه آبکافت شده و نشست مجدد آن را روی پارچه دارند، همواره مورد توجه تولیدکنندگان پودرهای شوینده تجاری بوده است. در این پژوهش، از کوپلیمر وینیل ایمیدازول - وینیل پیرولیدون (پلیمر ۱) و پلی گوانیدین (پلیمر ۲) برای محافظت رنگینه واکنش پذیر دو عاملی در سطح پارچه و سلوفون رنگی و همچنین نگهداری رنگینه‌های آبکافت شده در محلول شوینده استفاده شده است. نمونه‌های رنگی در محلول شوینده دارای کوپلیمر وینیل ایمیدازول - وینیل پیرولیدون ضمن کاهش تغییر رنگ، لکه گذاری کمتری روی پارچه همراه داشته‌اند. همچنین، تغییر رنگ نمونه‌ها در محلول شوینده حاوی پلی گوانیدین کمتر از شستشو با پلیمر ۱ و بدون پلیمر بوده است. در این پژوهش، رنگینه واکنش پذیر Levafix Navy Blue E-BNA با گروه‌های عاملی FCP/VS ثبات شستشویی کمتری نسبت به رنگینه واکنش پذیر Remaolz Red RB با گروه‌های عاملی MCT/VS دارد.